# SPAD A.2
SPAD A.2 (také SPAD SA.2) byl francouzský průzkumný dvouplošník s vrtulí mezi příďovou gondolou a trupem používaný během první světové války.

## Historie
V době, kdy ještě spojenci neměli vyvinuté synchronizační zařízení pro střelbu kulometu skrz točící se vrtuli, navrhla firma Société Pour L'Aviation et ses Dérivés (SPAD) netradičně řešený stíhací letoun SPAD A.1. Dvoumístný letoun měl sice klasicky řešený trup s pilotem a tažným motorem, ale pozorovatel seděl v gondole umístěné před točící se vrtuli. Při startování motoru se gondola na zemi sklápěla dolů rozpojením horního úchytu. Střelec byl chráněn před nechtěným kontaktem s vrtulí kovovou mřížkou za svými zády. Prototyp A.1 poprvé vzlétl v dubnu 1915 poháněn devítiválcovým rotačním motorem Le Rhône 9C o výkonu 59 kW a dosáhl nejvyšší rychlosti 135 km/h. Postaveno bylo pouze pět kusů. 
Do sériové výroby se dostala až vylepšená verze SPAD A.2 zalétaná 21. května 1915. Letoun poháněl rotační devítiválec Le Rhône 9J o výkonu 81 kW. Po krátkých testech Aviation Militaire objednalo sérii v počtu 42 strojů, dalších 57 mělo odebrat ruské carské letectvo.
Celkem bylo vyrobeno 100 kusů verze A.2, z nichž 42 odebralo francouzské Aéronautique Militaire. Již v únoru 1916 byly u frontových jednotek jen čtyři kusy, vyřazované stroje byly odesílané do Ruska, kde některé stroje létaly s lyžovým podvozkem. Letci tyto SPADy neměli rádi, protože vrtule měla vlivem předsazené gondoly nízkou účinnost a výhled pilota kupředu a hlavně při přistání byl velmi ztížený. Proto byla kariéra typu ve Francii velmi krátká a v Rusku se ve službě udržel delší dobu jen kvůli chronickému nedostatku letadel.
Mateřská firma se snažila typ dále vylepšovat, a tak vznikl třímístný SPAD A.3 se zdvojeným řízením a kulometem i pro pilota, ale postaven byl jen jeden kus. Následující opět dvoumístná verze SPAD A.4 se od A.2 lišila slabším motorem Le Rhône  o výkonu 59 kW. Z jedenácti vyrobených A.4 jich deset zakoupilo Rusko. Některé z nich obdržely dovezené výkonnější motory Le Rhône o 81 kW, jiné byly upraveny na jednomístné stíhací.
Poslední varianta SPAD A.5 vyrobená v jediném exempláři se od A.4 lišila jen použitým motorem Renault 8Fg.

## Specifikace (SPAD A.2)

### Technické údaje
- Osádka: 2 (pilot, střelec/pozorovatel)
- Pohonná jednotka: 1× devítiválcový rotační motor Le Rhône 9J
- Výkon motoru: 81 kW
- Rozpětí: 9,55 m
- Délka: 7,30 m
- Výška: 2,65 m
- Nosná plocha: 24,56 m²
- Prázdná hmotnost: 435 kg
- Vzletová hmotnost : 735 kg

### Výkony
- Maximální rychlost: 154 km/h u země
- Dolet: 300 km
- Dostup: 4300 m
- Stoupavost: do 2000 m za 12 min a 30 sec

### Výzbroj
- 1× kulomet Lewis ráže 7,7 mm
- 23 kg pum (2× 11,5 kg)